# AHC '31
AHC '31 is een Nederlandse handbalvereniging uit Amsterdam. De vereniging werd in 1931 opgericht onder de naam Athletiek- en Handbalgroep 1931.
Vanaf eind jaren '60 tot en met begin jaren '80 speelde het eerste herenteam van AHC '31 op het hoogste niveau handbal in Nederland. Een van de blinkende namen die in die periode uitkwam voor dat team was Bob Sondaar.
In het seizoen 2020/2021 komt het eerste herenteam uit in de Hoofdklasse en het eerste damesteam in de Regio Eerste Klasse.

## Resultaten
Heren (1967 - 1989)
- 1967 4e
Hoofdklasse
- 1968 4e
Hoofdklasse
- 1969 4e
Hoofdklasse
- 1970 4e
Hoofdklasse
- 1971 4e
Hoofdklasse
- 1972 7e
Hoofdklasse
- 1973 4e
Hoofdklasse
- 1974 6e
Hoofdklasse
- 1975 2e
Hoofdklasse
- 1976 3e
Hoofdklasse
- 1977 7e
Hoofdklasse
- 1978 5e
Eredivisie
- 1979 3e
Eredivisie
- 1980 10e
Eredivisie
- 1981 1e
Eerste divisie A
- 1982 10e
Eredivisie
- 1983 4e
Eerste divisie A
- 1984 3e
Eerste divisie A
- 1985 1e
Eerste divisie A
- 1986 11e
Eredivisie
- 1987 2e
Eerste divisie A
- 1988 10e
Eerste divisie A
- 1989 11e
Eerste divisie A
- 1990
Tweede divisie
- 1991 9e
Tweede divisie D

- Eredivisie
- Eerste divisie
- Tweede divisie